# Vanlig svampsvartbagge
Vanlig svampsvartbagge (Bolitophagus reticulatus) är en skalbaggsart som först beskrevs av Carl von Linné 1767.  Vanlig svampsvartbagge ingår i släktet Bolitophagus, och familjen svartbaggar. Arten är reproducerande i Sverige.

## Bildgalleri

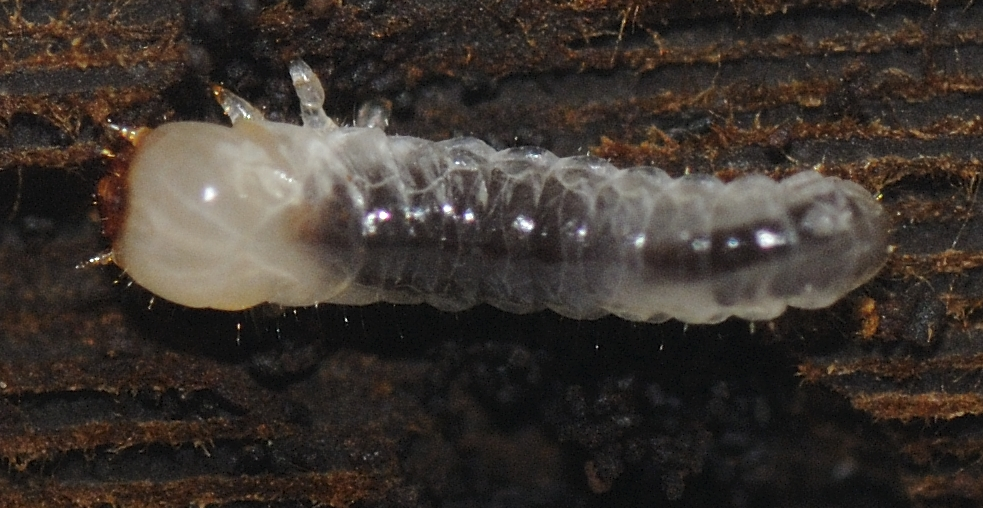
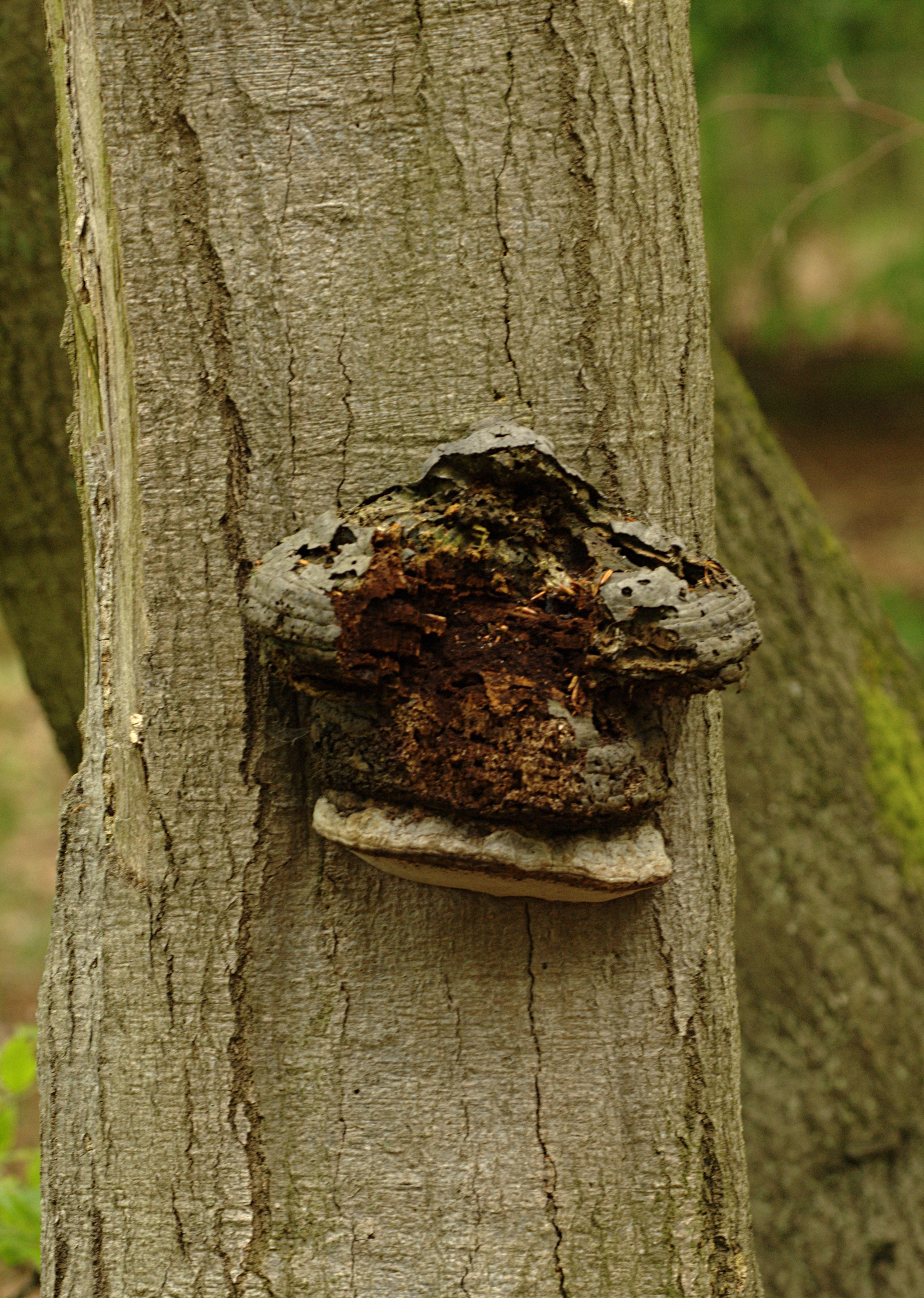